# Старо-Железаре
Ста́ро-Железа́ре (болг. Старо Железаре) — село в Пловдивській області Болгарії. Входить до складу общини Хисаря.

## Населення
За даними перепису населення 2011 року у селі проживали 577 осіб.
Національний склад населення села:
| Національність   | Кількість осіб | Відсоток |
| ---------------- | -------------- | -------- |
| болгари          | 426            | 83,9%    |
| цигани           | 78             | 15,4%    |
| не визначились   | 3              | 0,6%     |
| Всього відповіли | 508            |          |

Розподіл населення за віком у 2011 році:
Динаміка населення: